# Chaudhuriidae
Chaudhuriidae (Stekelalen) zijn een familie van straalvinnige vissen uit de orde van Kieuwspleetalen (Synbranchiformes).

## Geslachten
- Bihunichthys Kottelat & K. K. P. Lim, 1994
- Chendol Kottelat & K. K. P. Lim, 1994
- Nagaichthys Kottelat & K. K. P. Lim, 1991
- Chaudhuria Annandale, 1918
- Garo Yazdani & Talwar, 1981
- Pillaia Yazdani, 1972